# Snowboard-Weltcup
Der Snowboard-Weltcup für Männer und Frauen wird seit 1994 jährlich von Oktober bis März von der Fédération Internationale de Ski ausgerichtet. Die einzelnen Disziplinen sind Parallelslalom, Parallel-Riesenslalom, Snowboardcross, Halfpipe, Slopestyle und Big Air.

## Weltcup-Punktesystem
Im Gegensatz zu den anderen von der FIS organisierten Weltcups kommt nicht das FIS-Punktesystem zur Anwendung, sondern eine abweichende Wertung. Für einen Sieg gibt es beispielsweise 1000 statt 100 Punkte.
| Platz  | 1    | 2   | 3   | 4   | 5   | 6   | 7   | 8   | 9   | 10  | 11  | 12  | 13  | 14  | 15  | 16  | 17  | 18  | 19  | 20  | 21  | 22 | 23 | 24 | 25 | 26 | 27 | 28 | 29 | 30 |
| Punkte | 1000 | 800 | 600 | 500 | 450 | 400 | 360 | 320 | 290 | 260 | 240 | 220 | 200 | 180 | 160 | 150 | 140 | 130 | 120 | 110 | 100 | 90 | 80 | 70 | 60 | 50 | 45 | 40 | 36 | 32 |

## Siegerlisten
Anzumerken ist, dass die Resultate vor der Saison 1997/98 mit wenigen Ausnahmen nicht die Weltspitze repräsentieren, da die besten Snowboarder fast alle im Weltcup der International Snowboarding Federation fuhren und erst ab dann bei FIS-Weltcuprennen teilnahmen, um sich für die Olympischen Spiele zu qualifizieren. Aber auch seitdem ist die Weltklasse des Snowboardsports nur sehr selten bei FIS-Weltcups anzutreffen, da die Besten des Sports größtenteils nur Bewerbe der unabhängigen Ticket to Ride World Snowboard Tour besuchen. Dies trifft insbesondere auf die Disziplinen Halfpipe, Slopestyle und Big Air zu.

### Gesamt- und Disziplinenweltcupsieger (Männer)
| Saison    | Freestyleweltcup (Park & Pipe) | Parallelweltcup    | Parallelslalom     | Parallel-Riesenslalom | Snowboardcross      | Halfpipe                | Big Air                  | Slopestyle              |
| --------- | ------------------------------ | ------------------ | ------------------ | --------------------- | ------------------- | ----------------------- | ------------------------ | ----------------------- |
| 2022/23   | Valentino Guseli               | Fabian Obmann      | Fabian Obmann      | Roland Fischnaller    | Martin Nörl         | Ruka Hirano             | Valentino Guseli         | Dusty Henricksen        |
| 2021/22   | Mons Røisland                  | Lee Sang-ho        | Andreas Prommegger | Stefan Baumeister     | Martin Nörl         | Ayumu Hirano            | Su Yiming                | Tiarn Collins           |
| 2020/21   | Marcus Kleveland               | Aaron March        | Aaron March        | Roland Fischnaller    | Alessandro Hämmerle | Yūto Totsuka            | Maxence Parrot           | Marcus Kleveland        |
| 2019/20   | Scotty James                   | Roland Fischnaller | Andreas Prommegger | Roland Fischnaller    | Alessandro Hämmerle | Scotty James            | Chris Corning            | Ruki Tobita             |
| 2018/19   | Chris Corning                  | Andrei Sobolew     | Stefan Baumeister  | Tim Mastnak           | Alessandro Hämmerle | Yūto Totsuka            | Takeru Otsuka            | Chris Corning           |
| 2017/18   | Chris Corning                  | Nevin Galmarini    | Roland Fischnaller | Nevin Galmarini       | Pierre Vaultier     | Yuto Totsuka            | Chris Corning            | Chris Corning           |
| 2016/17   | Mark McMorris                  | Andreas Prommegger | Aaron March        | Radoslaw Jankow       | Pierre Vaultier     | Scotty James            | Mark McMorris            | Redmond Gerard          |
| 2015/16   | Ryō Aono                       | Radoslaw Jankow    | Roland Fischnaller | Andrei Sobolew        | Pierre Vaultier     | Ryō Aono                | Maxence Parrot           | Chris Corning           |
| 2014/15   | Janne Korpi                    | Žan Košir          | Žan Košir          | Žan Košir             | Lucas Eguibar       | Taylor Gold Zhang Yiwei | Darcy Sharpe Seppe Smits | Janne Korpi             |
| 2013/14   | Mans Hedberg                   | Lukas Mathies      | Sylvain Dufour     | Lukas Mathies         | Omar Visintin       | Scotty James            | Petja Piiroinen          | Mans Hedberg            |
| 2012/13   | Janne Korpi                    | Andreas Prommegger | –                  | –                     | Alex Pullin         | Scotty Lago             | Seppe Smits              | Yūki Kadono             |
| 2011/12   | Janne Korpi                    | Andreas Prommegger | –                  | –                     | Pierre Vaultier     | Janne Korpi             | Janne Korpi              | Dimi de Jong            |
| 2010/11   | Nathan Johnstone               | Benjamin Karl      | –                  | –                     | Alex Pullin         | Nathan Johnstone        | Clemens Schattschneider  | Clemens Schattschneider |
| 2009/10   | –                              | Benjamin Karl      | –                  | –                     | Pierre Vaultier     | Justin Lamoureux        | Stefan Gimpl             | –                       |
| 2008/09   | –                              | Siegfried Grabner  | –                  | –                     | Markus Schairer     | Ryō Aono                | Stefan Gimpl             | –                       |
| 2007/08   | –                              | Benjamin Karl      | –                  | –                     | Pierre Vaultier     | Iouri Podladtchikov     | Stefan Gimpl             | –                       |
| 2006/07   | –                              | Simon Schoch       | –                  | –                     | Drew Neilson        | Ryō Aono                | Peetu Piiroinen          | –                       |
| 2005/06   | –                              | Simon Schoch       | –                  | –                     | Jasey-Jay Anderson  | Jan Michaelis           | Stefan Gimpl             | –                       |
| 2004/05   | –                              | Philipp Schoch     | –                  | –                     | Xavier De Le Rue    | Mathieu Crepel          | Jukka Erätuli            | –                       |
| 2003/04   | –                              | Siegfried Grabner  | –                  | –                     | Xavier De Le Rue    | Risto Mattila           | Simon Ax                 | –                       |
| 2002/03   | –                              | Mathieu Bozzetto   | –                  | –                     | Xavier De Le Rue    | Xaver Hoffmann          | Jukka Erätuli            | –                       |
| 2001/02   | –                              | Mathieu Bozzetto   | Mathieu Bozzetto   | Dejan Košir           | Jasey-Jay Anderson  | Jan Michaelis           | Jukka Erätuli            | –                       |
| 2000/01   | –                              | –                  | Mathieu Bozzetto   | –                     | Pontus Ståhlkloo    | Magnus Sterner          | –                        | –                       |
| 1999/2000 | –                              | Mathieu Bozzetto   | –                  | Mathieu Bozzetto      | Pontus Ståhlkloo    | Tomas Johansson         | –                        | –                       |
| 1998/99   | –                              | –                  | –                  | –                     | Sylvain Duclos      | Ross Powers             | –                        | –                       |
| 1997/98   | –                              | –                  | –                  | –                     | Alexander Koller    | Fredrik Sterner         | –                        | –                       |
| 1996/97   | –                              | –                  | –                  | –                     | Elmar Messner       | Jonas Gunnarsson        | –                        | –                       |
| 1995/96   | –                              | –                  | –                  | –                     | –                   | Ross Powers             | –                        | –                       |
| 1994/95   | –                              | Mike Jacoby        | –                  | –                     | –                   | Lael Gregory            | –                        | –                       |

Nicht mehr geführte Wertungen
| Saison  | Gesamtweltcup      | Riesenslalomweltcup | Slalomweltcup      |
| ------- | ------------------ | ------------------- | ------------------ |
| 2009/10 | Benjamin Karl      | –                   | –                  |
| 2008/09 | Siegfried Grabner  | –                   | –                  |
| 2007/08 | Benjamin Karl      | –                   | –                  |
| 2006/07 | Simon Schoch       | –                   | –                  |
| 2005/06 | Simon Schoch       | –                   | –                  |
| 2004/05 | –                  | –                   | –                  |
| 2003/04 | Jasey-Jay Anderson | –                   | –                  |
| 2002/03 | Jasey-Jay Anderson | –                   | –                  |
| 2001/02 | Jasey-Jay Anderson | Dejan Košir         | –                  |
| 2000/01 | Jasey-Jay Anderson | Walter Feichter     | –                  |
| 1999/00 | Mathieu Bozzetto   | Stefan Kaltschütz   | –                  |
| 1998/99 | Mathieu Bozzetto   | Stefan Kaltschütz   | Mathieu Bozzetto   |
| 1997/98 | Alexander Koller   | Nicolas Conte       | Richard Rikardsson |
| 1996/97 | Harald Walder      | Peter Pechhacker    | Karl Frenademez    |
| 1995/96 | Mike Jacoby        | Mike Jacoby         | Peter Pichler      |
| 1994/95 | –                  | Mike Jacoby         | Peter Pichler      |

### Gesamt- und Disziplinenweltcupsieger (Frauen)
| Saison  | Freestyleweltcup | Parallelweltcup         | Parallelslalom          | Parallel-Riesenslalom | Snowboardcross      | Halfpipe              | Big Air                         | Slopestyle                      |
| ------- | ---------------- | ----------------------- | ----------------------- | --------------------- | ------------------- | --------------------- | ------------------------------- | ------------------------------- |
| 2022/23 | Mitsuki Ono      | Julie Zogg              | Julie Zogg              | Ramona Hofmeister     | Charlotte Bankes    | Mitsuki Ono           | Reira Iwabuchi                  | Julia Marino                    |
| 2021/22 | Kokomo Murase    | Ramona Hofmeister       | Julie Zogg              | Ramona Hofmeister     | Eva Samková         | Cai Xuetong           | Anna Gasser                     | Kokomo Murase                   |
| 2020/21 | Anna Gasser      | Ramona Hofmeister       | Julie Zogg              | Ramona Hofmeister     | Eva Samková         | Chloe Kim             | Zoi Sadowski-Synnott            | Anna Gasser                     |
| 2019/20 | Cai Xuetong      | Ramona Hofmeister       | Julie Zogg              | Ramona Hofmeister     | Michela Moioli      | Cai Xuetong           | Reira Iwabuchi                  | Katie Ormerod                   |
| 2018/19 | Miyabi Onitsuka  | Ester Ledecká           | Julie Zogg              | Ester Ledecká         | Eva Samková         | Cai Xuetong           | Reira Iwabuchi                  | Miyabi Onitsuka                 |
| 2017/18 | Miyabi Onitsuka  | Ester Ledecká           | Jekaterina Tudegeschewa | Ester Ledecká         | Michela Moioli      | Chloe Kim             | Sofja Fjodorowa                 | Anna Gasser                     |
| 2016/17 | Anna Gasser      | Ester Ledecká           | Daniela Ulbing          | Aljona Sawarsina      | Eva Samková         | Chloe Kim             | Jamie Anderson                  | Anna Gasser                     |
| 2015/16 | Jamie Anderson   | Ester Ledecká           | Patrizia Kummer         | Ester Ledecká         | Michela Moioli      | Cai Xuetong           | Jamie Anderson                  | Jamie Anderson                  |
| 2014/15 | Cheryl Maas      | Julie Zogg              | Julie Zogg              | Marion Kreiner        | Nelly Moenne-Loccoz | Kelly Clark           | Cheryl Maas                     | Cheryl Maas                     |
| 2013/14 | Šárka Pančochová | Patrizia Kummer         | Patrizia Kummer         | Patrizia Kummer       | Dominique Maltais   | Kelly Clark           | Šárka Pančochová                | –                               |
| 2012/13 | Kelly Clark      | Patrizia Kummer         | Patrizia Kummer         | Marion Kreiner        | Dominique Maltais   | Kelly Clark           | Kjersti Buaas                   | –                               |
| 2011/12 | Cai Xuetong      | Patrizia Kummer         | –                       | –                     | Dominique Maltais   | Cai Xuetong           | Charlotte van Gils              | -                               |
| 2010/11 | Cai Xuetong      | Jekaterina Tudegeschewa | –                       | –                     | Dominique Maltais   | Cai Xuetong           | Katarzyna Rusin Allyson Carroll | Katarzyna Rusin Allyson Carroll |
| 2009/10 | –                | Nicolien Sauerbreij     | –                       | –                     | Maëlle Ricker       | Cai Xuetong           | –                               | –                               |
| 2008/09 | –                | Amelie Kober            | –                       | –                     | Lindsey Jacobellis  | Liu Jiayu             | –                               | –                               |
| 2007/08 | –                | Nicolien Sauerbreij     | –                       | –                     | Maëlle Ricker       | Manuela Pesko         | –                               | –                               |
| 2006/07 | –                | Doresia Krings          | –                       | –                     | Lindsey Jacobellis  | Manuela Pesko         | –                               | –                               |
| 2005/06 | –                | Daniela Meuli           | –                       | –                     | Dominique Maltais   | Manuela Pesko         | –                               | –                               |
| 2004/05 | –                | Daniela Meuli           | –                       | –                     | Doresia Krings      | Melo Imai             | –                               | –                               |
| 2003/04 | –                | Daniela Meuli           | –                       | –                     | Karine Ruby         | Sōko Yamaoka          | –                               | –                               |
| 2002/03 | –                | Ursula Bruhin           | –                       | –                     | Karine Ruby         | Manuela Pesko         | –                               | –                               |
| 2001/02 | –                | Ursula Bruhin           | –                       | –                     | Doresia Krings      | Nicola Pederzolli     | –                               | –                               |
| 2000/01 | –                | –                       | –                       | Carmen Ranigler       | Karine Ruby         | Sabine Wehr-Hasler    | –                               | –                               |
| 1999/00 | –                | Isabelle Blanc          | Isabelle Blanc          | –                     | Sandra Farmand      | Sabine Wehr-Hasler    | –                               | –                               |
| 1998/99 | –                | –                       | –                       | –                     | Ursula Fingerlos    | Tricia Byrnes         | –                               | –                               |
| 1997/98 | –                | –                       | –                       | –                     | Ursula Fingerlos    | Doriane Vidal         | –                               | –                               |
| 1996/97 | –                | –                       | –                       | –                     | Karine Ruby         | Tara Teigen           | –                               | –                               |
| 1995/96 | –                | –                       | –                       | –                     | –                   | Carolien van Kilsdonk | –                               | –                               |
| 1994/95 | –                | Marion Posch            | –                       | –                     | –                   | Sabrina Sadeghi       | –                               | –                               |

Nicht mehr geführte Wertungen
| Saison  | Gesamtweltcup       | Riesenslalomweltcup   | Slalomweltcup   |
| ------- | ------------------- | --------------------- | --------------- |
| 2009/10 | Maëlle Ricker       | –                     | –               |
| 2008/09 | Doris Günther       | –                     | –               |
| 2007/08 | Nicolien Sauerbreij | –                     | –               |
| 2006/07 | Doresia Krings      | –                     | –               |
| 2005/06 | Daniela Meuli       | –                     | –               |
| 2004/05 | –                   | –                     | –               |
| 2003/04 | Julie Pomagalski    | –                     | –               |
| 2002/03 | Karine Ruby         | –                     | –               |
| 2001/02 | Karine Ruby         | Steffi von Siebenthal | –               |
| 2000/01 | Karine Ruby         | Karine Ruby           | –               |
| 1999/00 | Manuela Riegler     | Margherita Parini     | –               |
| 1998/99 | Manuela Riegler     | Margherita Parini     | Marion Posch    |
| 1997/98 | Karine Ruby         | Karine Ruby           | Karine Ruby     |
| 1996/97 | Karine Ruby         | Karine Ruby           | Karine Ruby     |
| 1995/96 | Karine Ruby         | Karine Ruby           | Karine Ruby     |
| 1994/95 | –                   | Karine Ruby           | Marcella Boerma |

### Bestenliste nach Weltcupsiegen (Herren)
Meiste Weltcupsiege bei den Herren (Stand: 28. November 2022)
|     | Name                | Anzahl |
| --- | ------------------- | ------ |
| 1.  | Mathieu Bozzetto    | 35     |
| 2.  | Jasey Jay Anderson  | 28     |
| 3.  | Pierre Vaultier     | 22     |
| 4.  | Andreas Prommegger  | 21     |
| 5.  | Roland Fischnaller  | 19     |
| 6.  | Benjamin Karl       | 18     |
| 7.  | Philipp Schoch      | 15     |
| 8.  | Siegfried Grabner   | 14     |
| 9.  | Alessandro Hämmerle | 14     |
| 10. | Nicolas Huet        | 13     |

## Bestenlisten

### Bestenliste nach Weltcupsiegen (Damen)
Meiste Weltcupsiege bei den Damen (Stand: 28. November 2022)
|     | Name               | Anzahl |
| --- | ------------------ | ------ |
| 1.  | Karine Ruby        | 67     |
| 2.  | Lindsey Jacobellis | 31     |
| 3.  | Daniela Meuli      | 22     |
| 4.  | Ester Ledecka      | 20     |
| 5.  | Eva Samková        | 18     |
| 6.  | Michela Moioli     | 17     |
| 7.  | Maelle Ricker      | 16     |
| 8.  | Marion Posch       | 16     |
| 9.  | Tricia Byrnes      | 15     |
| 10. | Dominique Maltais  | 15     |

### Bestenliste nach Weltcupsiegen (Land)
Meiste Weltcupsiege für die einzelnen Länder (Stand: 29. November 2022)
|     | Name               | Anzahl |
| --- | ------------------ | ------ |
| 1.  | Vereinigte Staaten | 235    |
| 2.  | Österreich         | 231    |
| 3.  | Frankreich         | 230    |
| 4.  | Schweiz            | 154    |
| 5.  | Kanada             | 131    |
| 6.  | Italien            | 120    |
| 7.  | Deutschland        | 91     |
| 8.  | Japan              | 73     |
| 9.  | Schweden           | 61     |
| 10. | Finnland           | 60     |